# Gonting Julu
Gonting Julu is een bestuurslaag in het regentschap Padang Lawas van de provincie Noord-Sumatra, Indonesië. Gonting Julu telt 1078 inwoners (volkstelling 2010).